# Marine Partaud
Marine Partaud (Poitiers, 22 november 1994) is een tennisspeelster uit Frankrijk.
Zij begon op achtjarige leeftijd met het spelen van tennis.
In 2017 speelde zij haar eerste grandslampartij op Roland Garros waar zij samen met Virginie Razzano een wildcard kreeg voor het damesdubbelspeltoernooi.

## Posities op deWTA-ranglijst
Positie per einde seizoen:
| jaar | rang enkelspel | rang dubbelspel |
| ---- | -------------- | --------------- |
| 2012 | 841            | –               |
| 2013 | 706            | 1194            |
| 2014 | 928            | 891             |
| 2015 | 679            | 406             |
| 2016 | 623            | 478             |
| 2017 | 489            | 495             |
| 2018 | 423            | 605             |
| 2019 | 613            | 541             |
| 2020 | 501            | 430             |
| 2021 | 398            | 325             |

## Resultaten grandslamtoernooien
| Legenda | Legenda                          |
| ------- | -------------------------------- |
| g.t.    | geen toernooi gehouden           |
| l.c.    | lagere categorie                 |
| –       | niet deelgenomen                 |
| G       | uitgeschakeld in de groepsfase   |
| 1R      | uitgeschakeld in de eerste ronde |
| 2R      | uitgeschakeld in de tweede ronde |
| 3R      | uitgeschakeld in de derde ronde  |
| 4R      | uitgeschakeld in de vierde ronde |
| KF      | uitgeschakeld in de kwartfinale  |
| HF      | uitgeschakeld in de halve finale |
| F       | de finale verloren               |
| W       | het toernooi gewonnen            |
| w-v     | winst/verlies-balans             |

### Enkelspel
geen deelname

### Vrouwendubbelspel
| toernooi        | 2017 |
| --------------- | ---- |
| Australian Open | –    |
| Roland Garros   | 1R   |
| Wimbledon       | –    |
| US Open         | –    |